# James Cooke
Pour les articles homonymes, voir Cooke.
James Cooke, parfois Jamie Cooke, né le 3 mars 1991, est un pentathlonien britannique. Il est champion du monde de la discipline en 2018.

## Palmarès
| Discipline/Année                           | 2013 | 2014 | 2015 | 2016 | 2017 | 2018 |
| ------------------------------------------ | ---- | ---- | ---- | ---- | ---- | ---- |
| Jeux olympiques Individuel                 |      |      |      | 17e  |      |      |
| Championnats du monde seniors Individuel   | -    | -    | -    | -    | -    | 1er  |
| Championnats du monde seniors Équipe       | -    | -    | -    | -    | -    | 2e   |
| Championnats du monde seniors Relais       | -    | -    | -    | -    | -    | -    |
| Coupe du monde seniors Individuel          | -    | -    | -    | -    | -    | -    |
| Championnats d'Europe seniors Individuel   | -    | -    | -    | -    | -    | -    |
| Championnats d'Europe seniors Équipe       | 3e   | -    | -    | -    | -    | -    |
| Championnats d'Europe seniors Relais       | -    | -    | -    | -    | -    | -    |
| Championnats d'Europe seniors Relais mixte | -    | -    | -    | -    | -    | -    |